# Epopea orientalis
Epopea orientalis är en skalbaggsart som beskrevs av Stefan von Breuning 1940. Epopea orientalis ingår i släktet Epopea och familjen långhorningar.
Artens utbredningsområde är Kenya. Inga underarter finns listade i Catalogue of Life.